# فالستاف (أوبرا)

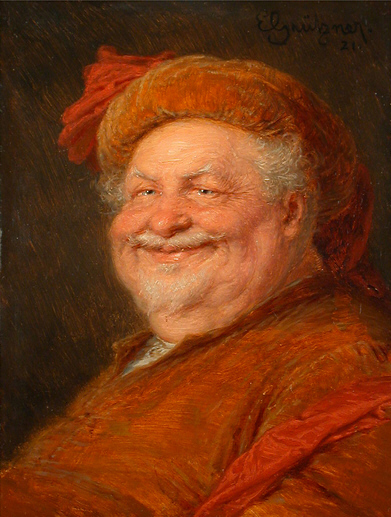
السير جون فالستاف

فالستاف هي أوبرا هزلية من ثلاثة أعمال لجوزيبي فيردي، في كتاب اريجو بواتو،تعادل إلى حد كبير من زوجات وندسور ميلاد سعيد لشكسبير التي تم إنشاؤها في لا سكالا في ميلانو 9 فبراير 1893 وأوبرا كوميك-في باريس 18 أبريل 1894. وهذه هي أوبرا الأخيرة التي أنشأتها الملحن في سن 80 عاما.